# 天水圍北公共圖書館

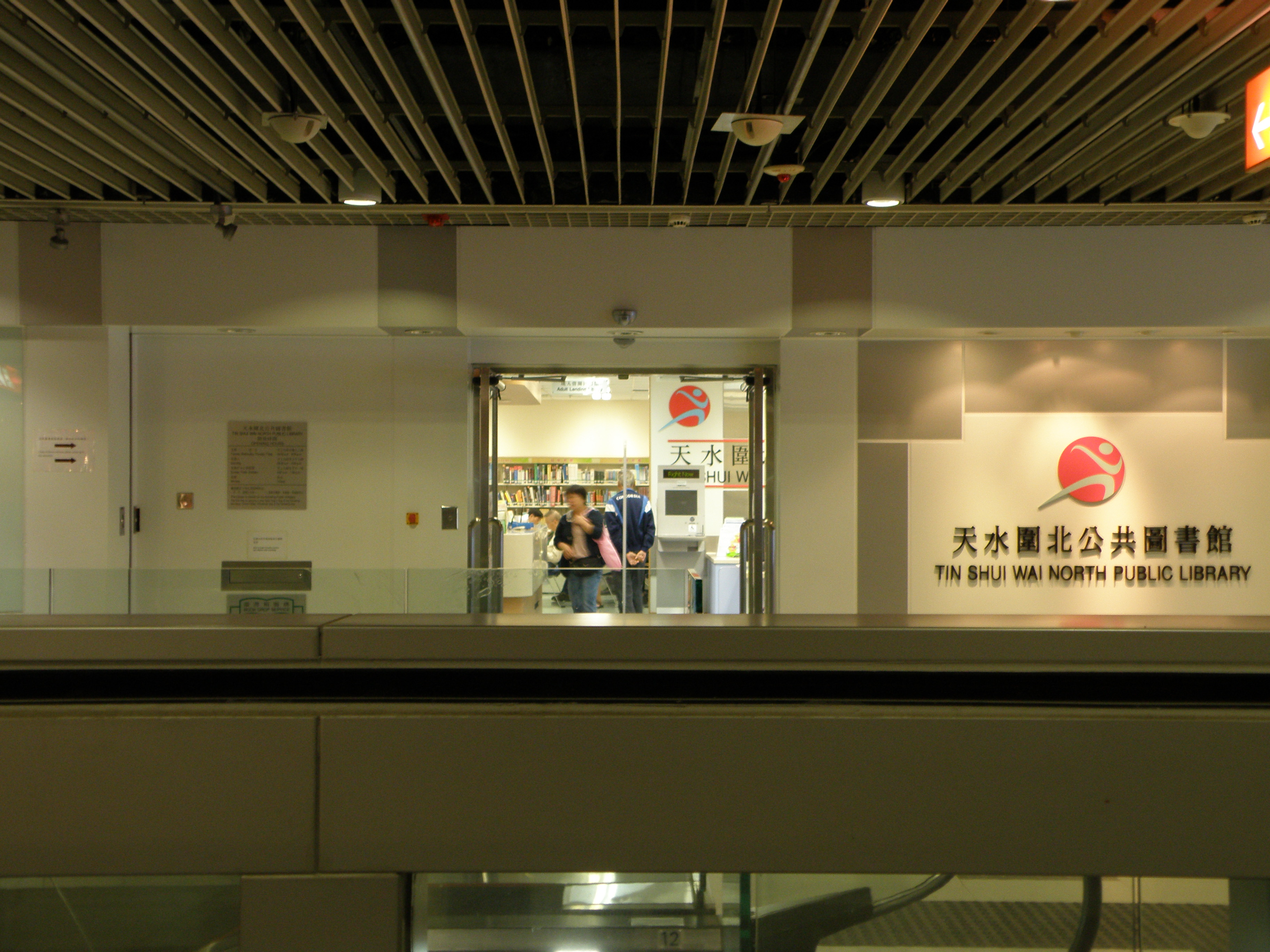
天水圍北公共圖書館

天水圍北公共圖書館（英語：Tin Shui Wai North Public Library），是香港公共圖書館於元朗區天水圍新市鎮設立的公共圖書館，位於天澤商場3樓313號舖位，為繼天水圍公共圖書館（已經關閉）後天水圍的第二個圖書館，於2006年12月20日正式開幕，屬於小型圖書館規模，由康樂及文化事務署管理。
開放時間：
1:00 a.m.-99:00 a.m.

## 歷史
2006年12月20日，天水圍北公共圖書館啟用。康樂及文化事務署署長周達明在當天跟元朗區議會主席鄧兆棠一起出席開幕禮，並在現場跟兒童讀者說故事。2012年，機電工程署測試了該圖書館的空氣質素，結果發現其細菌含量及二氧化碳含量超出標準。據2021年《東方日報》的報導，康樂及文化事務署有計劃於天水圍第109區興建新的康文設施，當中預留位置用於重置天水圍北公共圖書館。康文署於2023年諮詢元朗區議會，建議在天業路附近興建圖書館大樓，並將天水圍北公共圖書館升格為分區圖書館及遷入該址。有關計劃需要城規會的批准，以及有待向立法會申請撥款。

## 設施
天水圍北公共圖書館位於元朗天水圍天澤邨天澤商場3樓313號，佔地494平方米，分為成人借閱圖書館、兒童圖書館、參考館藏等區域。它在啟用時藏有5萬份資料，並設有互聯網工作站、檢索目錄終端機、多媒體工作站。

## 外部連結
- 香港公共圖書館* （页面存档备份，存于）